# 尾翼

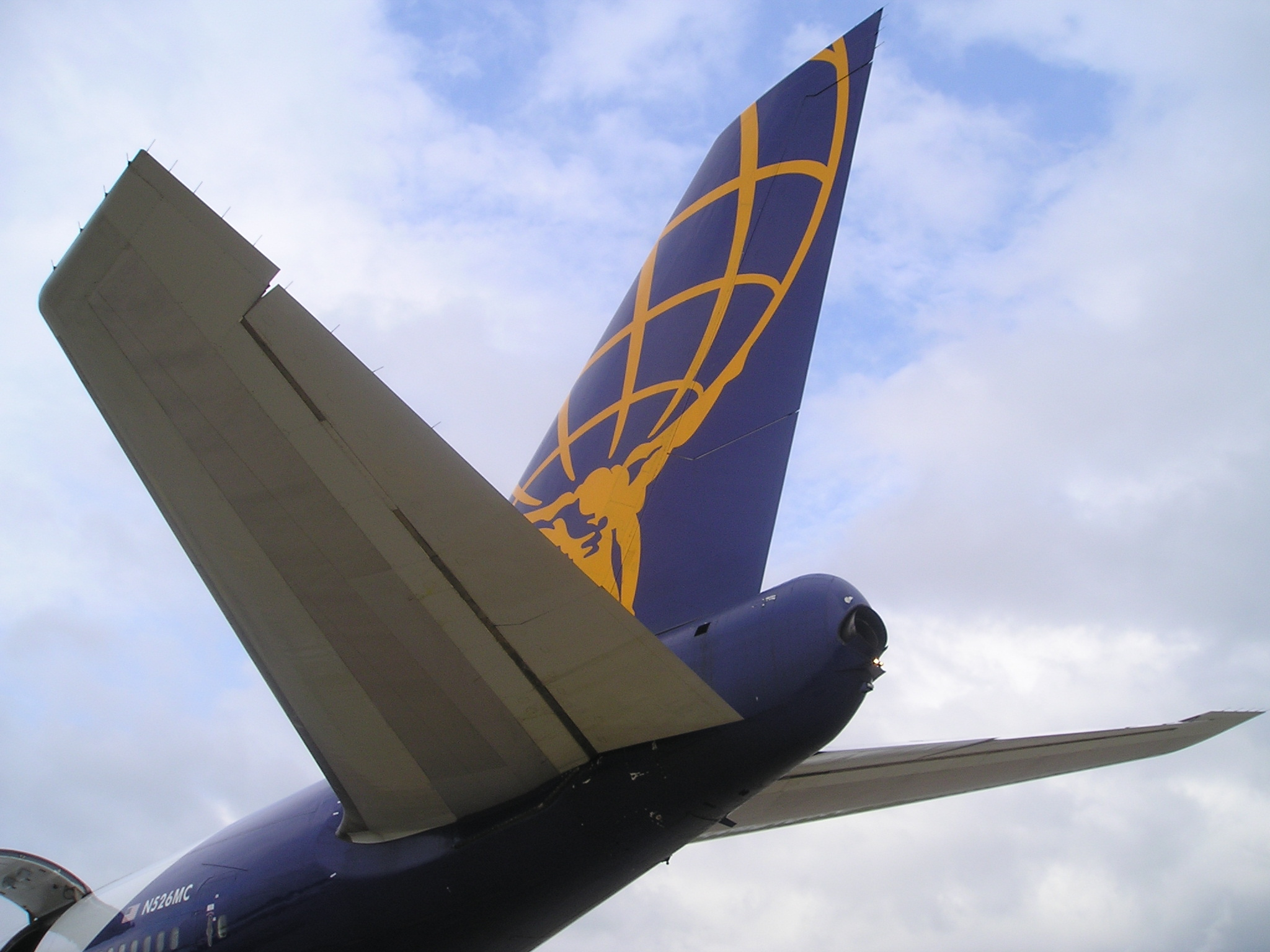
ボーイング747-200の尾翼

尾翼（びよく、Empennage）とは航空機にモーメントの釣り合いと安定性を与えるために使用される翼。通常は主翼の後方（重心から離れた位置）に垂直尾翼と水平尾翼が取付けられる。潜水船にも付けられることが多い。

## 水平尾翼
概ね水平に設置された尾翼である。
水平尾翼の働きは、主翼との釣り合いによって機体にピッチング軸周り（垂直方向）の安定性を与えること、および昇降舵によって機体の機首上げ・下げの運動を制御することである。通常の飛行機及び滑空機の設計では、揚力の中心が重心より若干後方に位置するように主翼を配置し、水平尾翼にはマイナスの揚力を発生させて水平飛行のための釣り合いを取ることで、機体垂直方向の自然安定性を確保する。初期の飛行機及び滑空機には、主翼の配置を、揚力の中心が重心より若干前方に位置するようにして、水平尾翼にプラスの揚力を発生させる揚力尾翼方式の機体も存在した。しかしこれでは逆に垂直方向に対して不安定になるために、安定操縦に問題を生じる。このため通常はこの方式は採用されなかった。
1970年代以降、CCV技術の確立により、戦闘機においては自然安定性を犠牲にして運動性能を追求するようになった。このため主翼の揚力中心を重心に近づけて配置し、あるいは重心より前方に配置する事によって、垂直方向の安定性を低減もしくは意図的に不安定にするようになった。その場合の水平尾翼は揚力を発生しないか、もしくはプラスの揚力を発生する事になる。また、旅客機では、尾翼のマイナスの揚力を減らし、ひいては尾翼面積を減らす事で空気抵抗を低減し、ひいては燃費を向上させる目的で、揚力の中心を重心に近付ける思想で設計された機体もある（MD-11）。これらはいずれにしてもコンピュータにより操縦が補助される。
水平尾翼の場合は必ずしも主翼後方に装備されるわけではなく、主翼より前方に水平尾翼が装備されるエンテ型飛行機も存在する。その場合の主翼より前方に存在する尾翼を先尾翼（カナード Canard）という。エンテ型飛行機の場合も主翼の揚力中心は重心より後方に位置するのは同じであり、そのため先尾翼はプラスの揚力を発生する（揚力カナード）。ただし主翼自体でバランスを取り、あるいは上述のCCV技術を採用した機体では主翼配置を重心に近づけ、先尾翼では揚力を発生しないものもある（制御カナード）。
固定した尾翼に昇降舵を備えた水平尾翼のほか、水平尾翼全体が可動する全遊動式（オールフライング・テール）があり、戦闘機や前述の制御カナードでよく見られる。
全遊動式を含め水平尾翼舵を差動させ、ロール制御に用いる場合もあり、テイルロン（テイル＋エルロン）とも呼ばれる。

### 角度
主翼と同じく上反角が付けられることも多い。

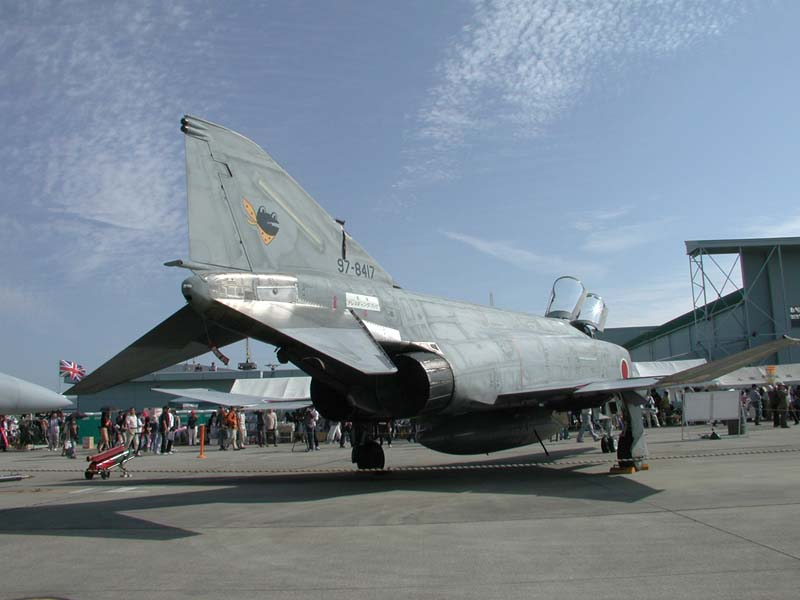
下反角がついたF-4EJの水平尾翼

F-4は主翼に由来する急激な頭上げ（ピッチアップ）を解消するため、水平尾翼に23度の下反角をつけており、外見は『Y』を逆さにした配置となっている。

## 垂直尾翼
概ね垂直に設置された尾翼である。最近の小型軍用機では、偶数を態と傾けて設けて、ステルス性を向上させる場合がある。
垂直尾翼の働きは機体ヨーイング軸周り（左右方向）の安定性を与える事、および方向舵によって機体ヨーイング軸周りの運動を制御する事である。
垂直尾翼の場合は主翼の後方に配置する。もちろんこれは、機体の重心より後方に配置する事で、自然安定性を得るためである。エンテ型・無（水平）尾翼機では主翼に垂直尾翼が付くことがあるが、可能な限り主翼の後ろ寄りに配置する。
水平尾翼の場合と異なり主翼より前方に配置する例は少ない。またX-15 (航空機)の様なオールフライング方式を採用する例も少ない。CCV実験機において、主翼前方、かつオールフライング方式の垂直尾翼を採用した例があるが、通常の主翼後方の垂直尾翼との併用であり、実用機としての例は皆無である。
但し一部の翼竜・鳥類の頭部が、主翼前方かつオールフライング方式の垂直尾翼として機能した可能性はある。
サイドワインダー (ミサイル)やR-8 (ミサイル)等の、航空力学上のエンテ型十字翼ミサイルは、先頭側の翼4枚中引き起こし側及びその反対側の翼は、主翼前方かつオールフライング方式の垂直尾翼として機能している。
エンテ型飛行機の場合を除いて、水平尾翼とほぼ同じ位置に取り付けられる場合が多い。ただしF/A-18 のように主翼と水平尾翼の間に垂直尾翼を配置する例もある。これはエリアルールを考慮したためである。

## 特殊な形状の水平・垂直尾翼

左上: ボーイング727。T字尾翼。
中上: F-117。V字尾翼。
右上: MiG-17。十字尾翼。
左下: B-25。双尾翼（H字尾翼）。
中下: F-15。双尾翼。
右下: P-38。双胴形式で、それぞれの胴体に尾翼がついたもの。

水平尾翼と垂直尾翼の配置は、全ての基部が一点に集まるもの（⊥のような形）が一般的であるが、他にも異なる形状がある。
| 胴体搭載 |

### T字尾翼
垂直尾翼（垂直安定板）の先端付近に水平尾翼があるものは「T尾翼」や「T字尾翼」と呼ばれる。
水平尾翼による端板効果により、垂直尾翼の効果が強まるので、垂直尾翼面積を小さくでき、後退垂直尾翼と併せれば重心・空力中心から遠くなり、水平尾翼面積も小さくできる。
欠点としては、迎え角を大きく取ると主翼の後流が水平尾翼の効果を無くし、急激な機体の頭上げ（ピッチアップ）を生じる『ディープストール』と呼ばれる失速現象が起きやすい。特に運動性を重視する戦闘機の場合は迎え角を大きく取れないのは致命的な欠陥となり、先尾翼形式を除きT字尾翼を含めて主翼より上方に水平尾翼を配置する設計はなされなくなったが、同様に運動性を重視する筈の曲技飛行機や、戦闘爆撃機パイロット養成を主目的とする軍用練習機では、現代でも第二次世界大戦期戦闘機と同様に、機体規模上低中翼の合理性が勝り、主翼より上方に後部水平尾翼を配置することが多い。
現代での採用例は安定性を重視する大型機で多く採用される。また機体尾部の空間を確保できるため、機体尾部に大きな出入り口を備える輸送機で採用される。特に降着装置を短く頑丈にすべく機体底部左右バルジ内に収容し、且つ異物吸入を避ける為主翼から吊るすエンジンや主翼に取り付けるプロペラを高い位置＝高翼にし、主翼後流の影響域から水平尾翼を外す為T字尾翼とするのは、近現代軍用輸送機の定番レイアウトで、その他の用途でも主翼後流との干渉を避けるため高翼機で利点が多い。また機体尾部の（特に胴体外）空間にエンジン搭載した場合、水平尾翼がエンジン整備交換の邪魔にならなく、空力的にもエンジンとの干渉が避けられるため機体との相性が良い。
バリエーションに双胴機の双胴後端垂直尾翼上端を水平尾翼で繋ぐ形式がある。
| T尾翼 |

### 十字尾翼
十字尾翼と呼ばれる尾翼構成は2種類ある。
水平尾翼を垂直尾翼の半ばに取り付けた十字尾翼は、T字尾翼と特徴が共通する。
機体下方にも垂直尾翼を備えた十字尾翼は、飛行船で採用される。離着陸時に接地する危険があるため固定翼機での採用例は少ないが、滑走路上での引き起こし角に限界のある後部プロペラ推進機Do335や、自力で地上滑走離陸をしないX-15やトマホーク (ミサイル)等のミサイル・ロケットの例がある。多くの潜水船にも採用されたが、軍用の潜水艦には後述のX字尾翼が増えつつある。
| 十字尾翼 |

### ツインテール

#### 双尾翼

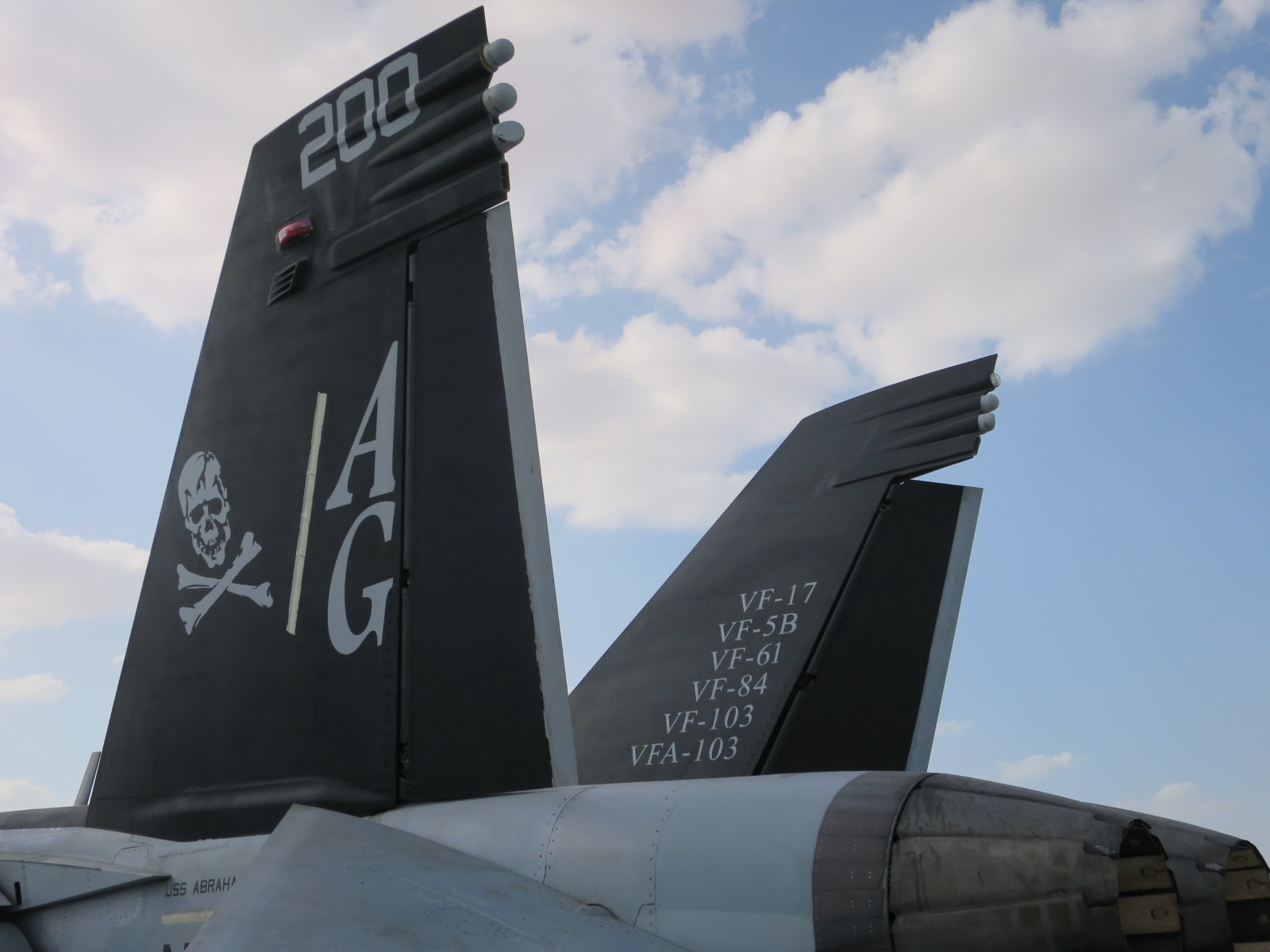
2枚から成るF/A-18Fの垂直尾翼

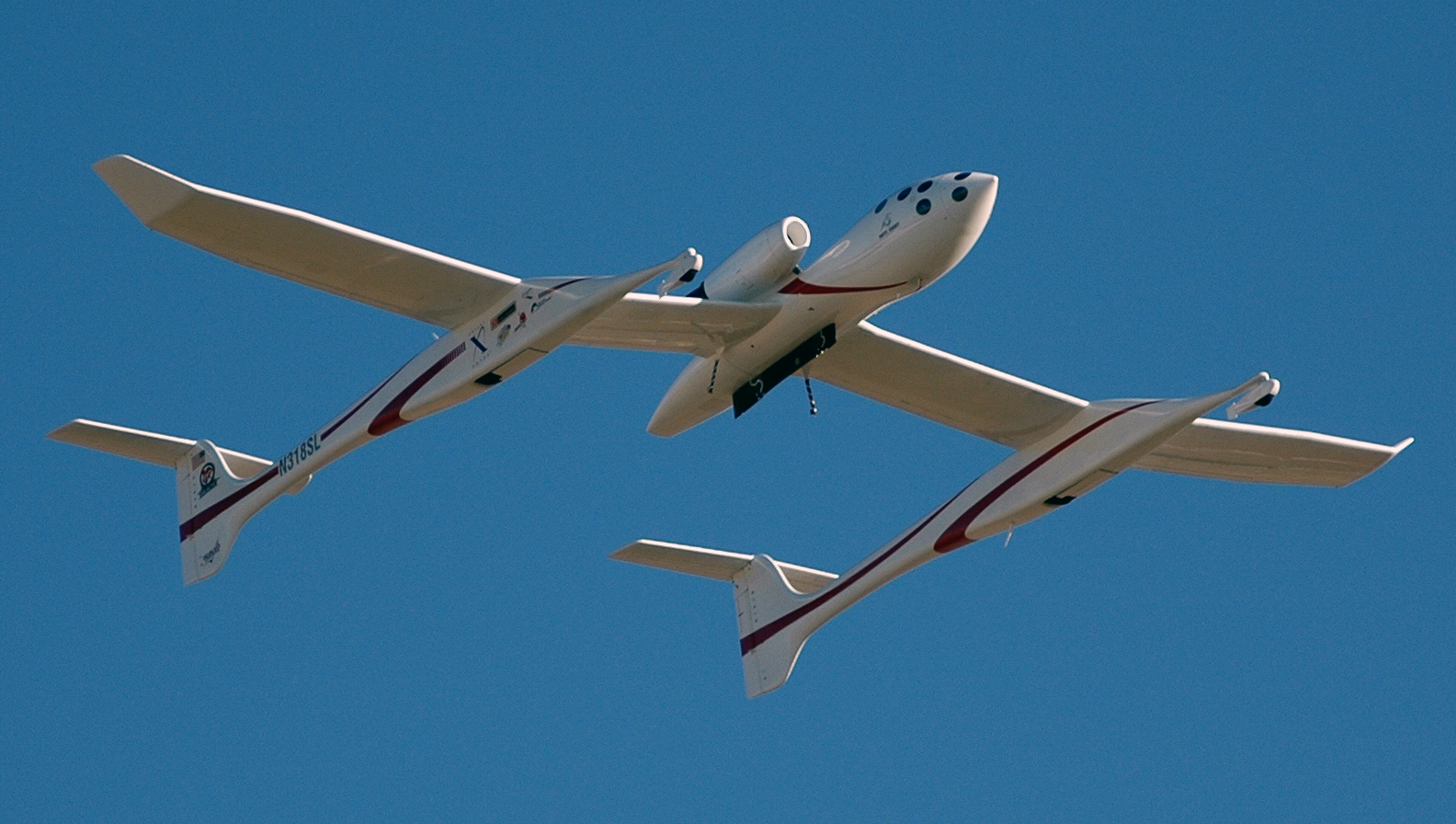
下から見たホワイトナイト

2枚の垂直尾翼が左右にある尾翼構成は、「双尾翼」と呼ばれる（上下各1枚の計2枚は含まない）。目的としては以下の例がある。
- ステルス性が低下する大面積垂直尾翼に対する代策（軍用機）。
- 枚数を増やす分だけ高さを低くし、或いは直進安定性を高める（艦載機・超音速戦闘機など）。
- 片方を破損もしくは喪失しても最低限の制御を確保する。とくに最寄に代替の着陸先を確保できない艦載機で重視される。（軍用機、艦載機）
- 後方視界および後部銃座の後方射界の確保（大型爆撃機など）
- 垂直尾翼に角度を持たせるため。1枚の垂直尾翼では当然ながら左右非対称になるので、2枚構成にして対称にする（ステルス機）。
- 大迎え角時に機体の影となって効きが低下する機体中心軸上の垂直尾翼の代わりに、比較的機体の影響の少ない左右に外して配置する（軍用機）。

通常は胴体後部に付くが、水平尾翼端或いは途中、エンテ式・無尾翼機では主翼端・主翼途中後端に付く場合もある。双胴機では強度を増すため水平尾翼で繋ぐ設計が多いが、ホワイトナイトのように機体後方に伸びた2本のブームにそれぞれ独立した尾翼が付くというバリエーションも存在する。

#### H字尾翼

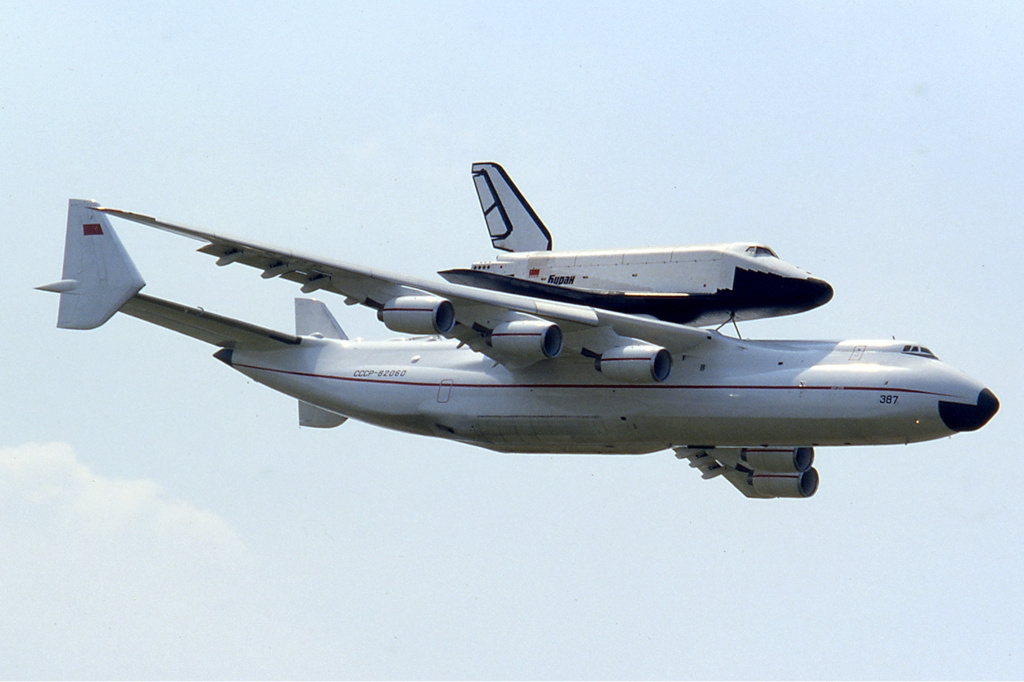
ブラン を搭載して飛行するAn-225

前述の双尾翼のバリエーションでもある。水平尾翼の先端にそれぞれ垂直尾翼を配置したものである。単発牽引式プロペラ機では、プロペラの後流を避けるために採用される（プロペラ主翼取り付け多発機では、この利点はない）。欠点としては、取り付け部の空気抵抗が増大し、単発牽引プロペラ式尾輪・尾橇機ではタキシング時方向舵で進路を調整するのが困難になる（主脚ブレーキの左右差動で代わりとする）事が挙げられる。
An-225は機体上部に大型の貨物を搭載することが設計時点で決まっていたため、後流の影響を小さくするためにH字尾翼が採用された。機体上部に大型の円盤状レドームを背負うE-2やKJ-600は、H字尾翼の上側だけ垂直尾翼が4枚になっている。
単純な十字尾翼のままでは垂直尾翼面積が不足するオハイオ級原子力潜水艦では、H字尾翼を追加して必要な垂直尾翼面積にしている（舵は十字尾翼にしか付かない）。
バリエーションに、水平尾翼の途中を垂直尾翼複数が貫通する形、又はエンテ式・無尾翼式の主翼途中を貫通する形或いは同主翼翼端に主翼下まで繋がる形で垂直尾翼が取り付く形や、双胴機の双胴両後端から上下に垂直尾翼が伸び双胴後端間を水平尾翼が繋ぐ形式等がある。
アンリ・ファルマンが設計した初期の複葉機であるファルマン IIIは、"I"-tailと通称される"エ"型尾翼を採用していた。
| 水平尾翼搭載 | ツインテールブーム | 翼搭載 |

### V字・X字

#### V字尾翼

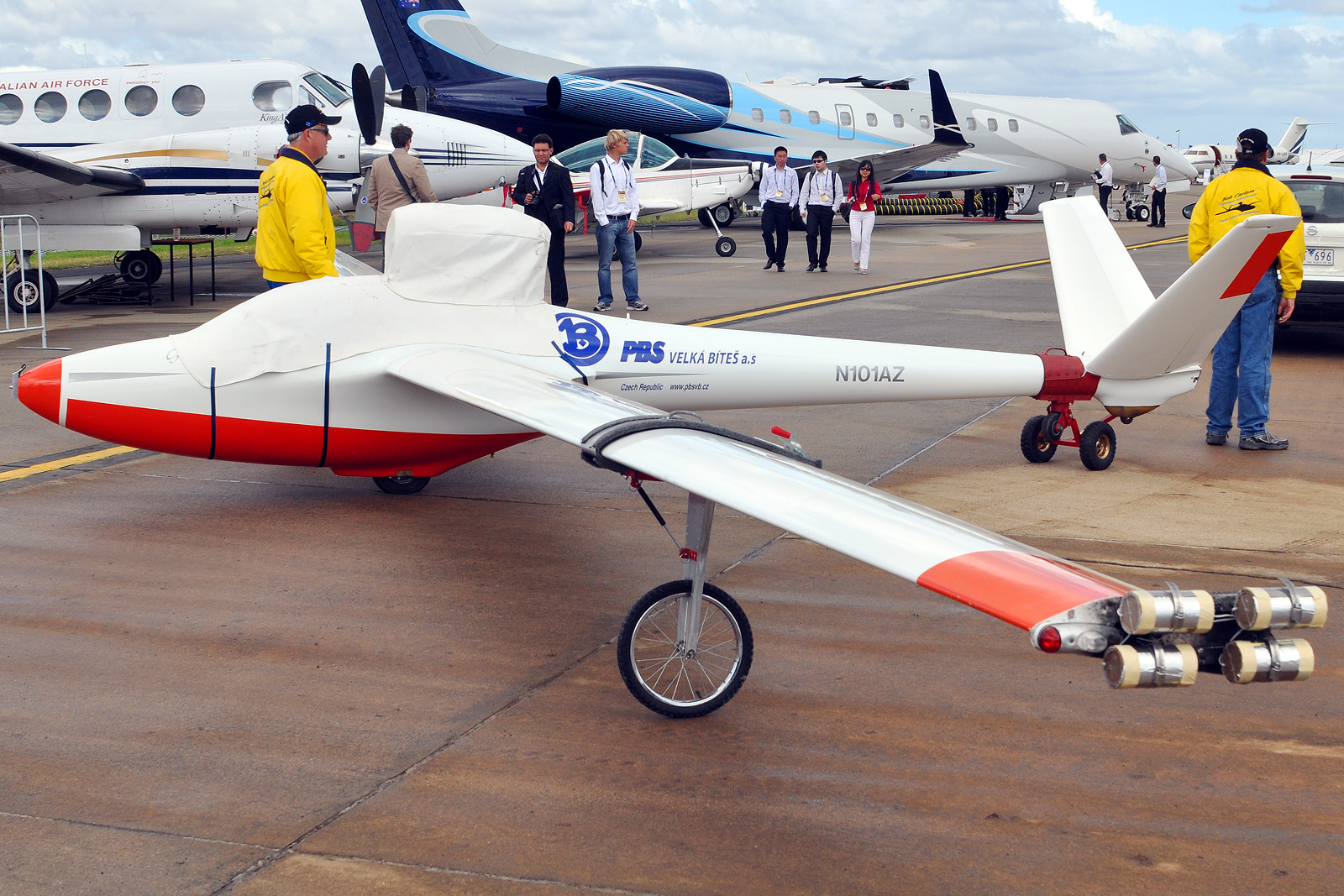
V字尾翼のジェットグライダー

V字尾翼、V字翼、Vテールは、垂直尾翼と水平尾翼の動作を兼ねた斜めの尾翼である。同時に方向舵（ラダー）と昇降舵（エレベーター）を兼ねる事となり、この舵をラダーベーターと言う。
尾翼の枚数が減る分だけ空気抵抗が小さくなる他、ステルス機においては電波反射面積が小さくなるのが長所である。またジェットエンジンを機体後方上部に搭載する場合は排気を避けるため必然的にV字又はH字が採用される。
機体上面後部に設けた場合は、旋回時に方向舵兼昇降舵が、旋回方向とは逆方向に機体をバンク（横転）させる働きをしてしまい、補助翼の働きを阻害してしまうため、運動性に劣る事が欠点となる。かつては運動性はある程度目をつぶっても、揚抗比を高める事が最優先されるグライダーに多かったが、近年ではT字が主流になりつつあり、V字を採用するのは非格納式のジェットグライダーにとどまる。
機体下面後部にへの字、ハの字に設けた場合は、旋回する方向にローリングさせる為、空力特性、ステルス性の両面で有利であるが、離着陸時に尾翼を損傷する恐れが高いため、多用されるのは無人機に限られる。尾翼付き係留気球やその一種の尾翼付き阻塞気球には、尾翼面積の割りに地上接触破壊の可能性が低いへの字ハの字尾翼が下尾翼に設けられることがあり、上尾翼もV字型になる場合もあり、これらは出入り口を含む格納庫の高さを下げられるメリットもある。
| V字尾翼 | 逆V字尾翼 |

#### X字尾翼
V字尾翼が、上下対になった物。ミサイル・ロケットで採用されることが多い。ただし、機軸を水平に向けたときの上下水平を規定する単葉主翼や内部構造等を持たないロケット・ミサイルに、X字尾翼と十字尾翼の区別は存在しない。また、ロケット、弾道ミサイルの翼は矢羽と同じく飛翔姿勢の安定のみを担う固定された安定翼であり、推進効率上の理由により姿勢制御は推力偏向のみで行われる。MIM-23 ホーク地対空ミサイル等のように、尾翼のように見えて、航空力学的にはX字・十字に取り付けられたデルタ形又は後退主翼後縁の舵として機能している場合もある。飛行船と同様の原理で水中を進む潜水艦においても、以前は十字舵の採用が一般的だったが、損傷時に縦舵又は横舵の一方の機能を喪失する事態を避ける為、X舵の採用が増加している。その他の利点としては、着底時に傷付き易く浮上時にも機能する下部舵板を大きくでき、縦舵がないので音波ステルス性が高く、4枚全てが旋回に使える事から機動性が上昇し、艦橋楼後乱流から外れることが挙げられる。
| X字尾翼 |

### ペリカンテール

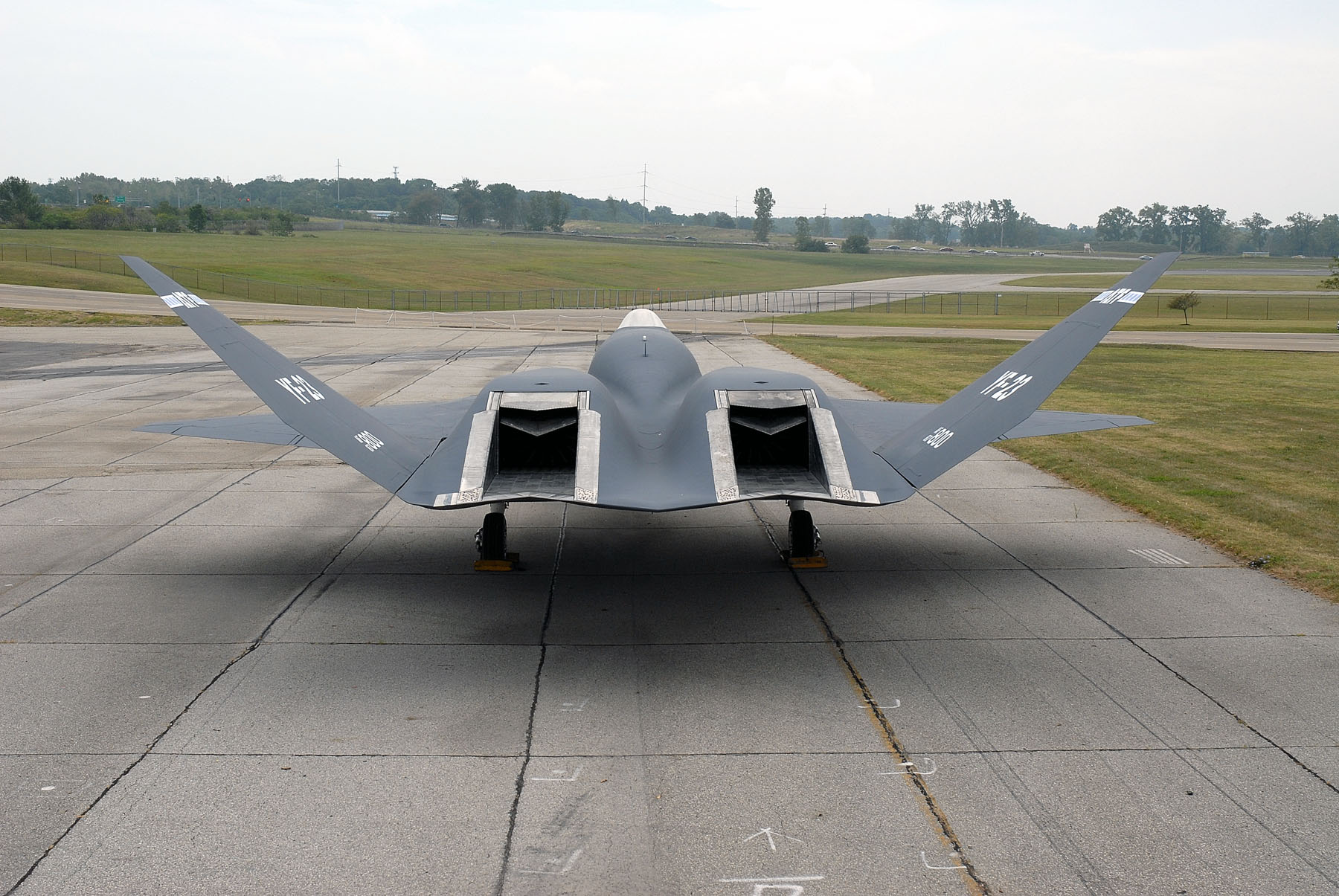
YF-23のペリカンテール

ペリカンテールは、戦闘機用の実験的な尾翼設計。マクドネル・エアクラフトのラルフ・ペリカンによって考案され、ノースロップYF-23戦闘機で使用された。
| ペリカンテール |

### 胴体後下部小翼

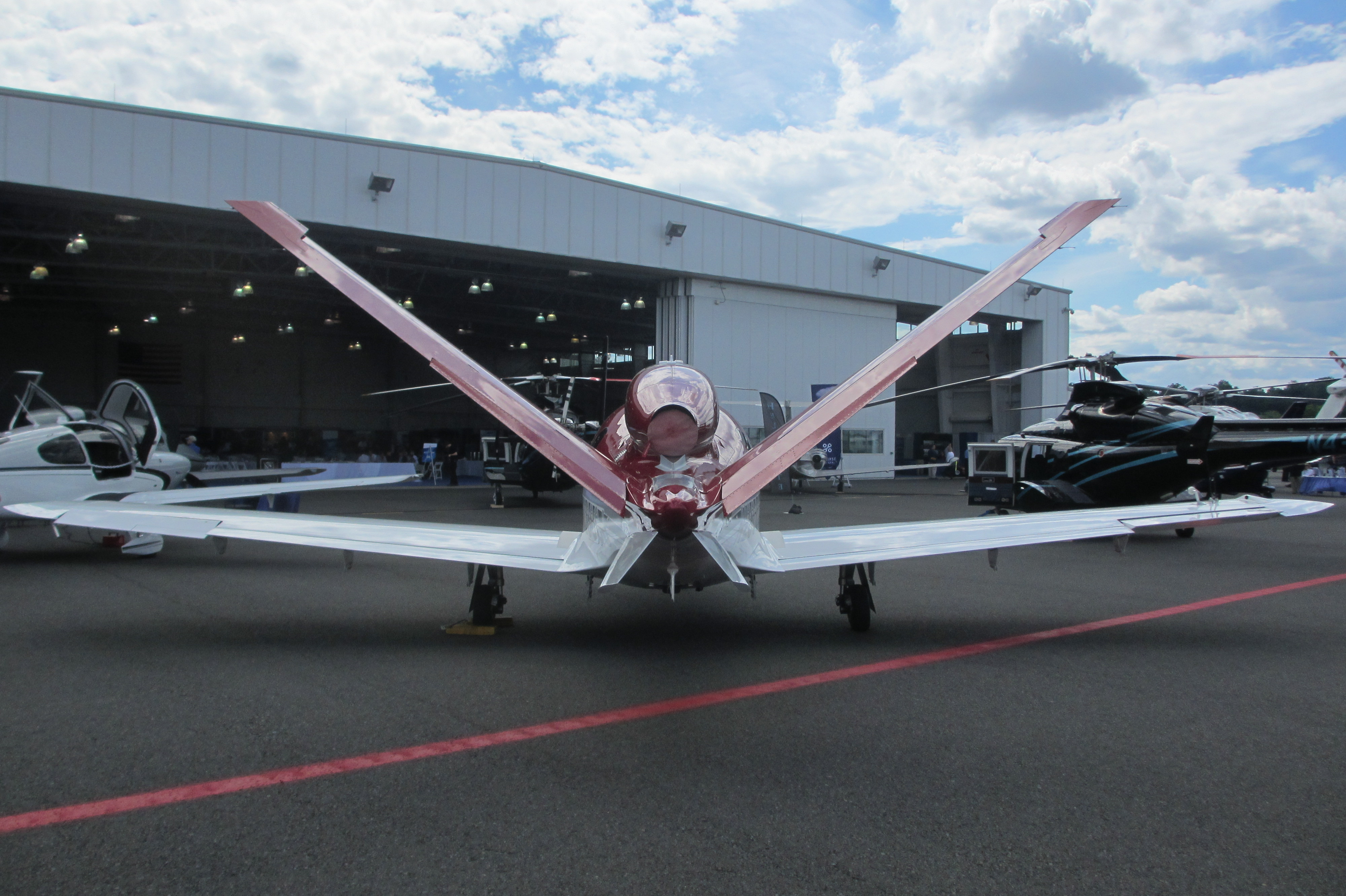
後方から見たシーラス Vision SF50

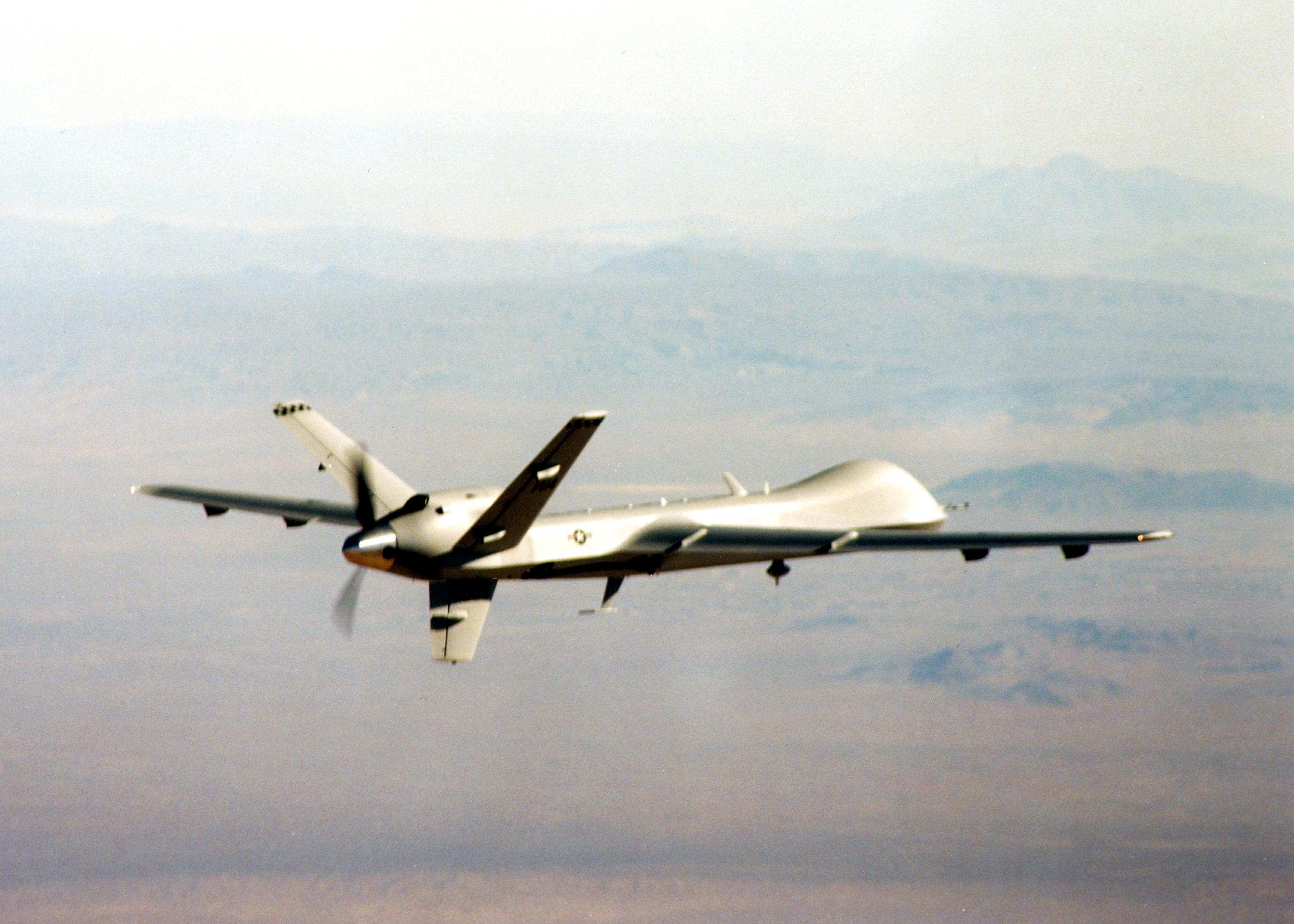
右後方から見たMQ-9 リーパー

高迎え角飛行時の胴体乱流による垂直尾翼機能低下を補うため、胴体後下部に引き起こし時に滑走路と干渉しない規模・形状のベントラルフィンとも呼ばれる小翼が設けられることがある。現代では純粋にVやX字尾翼の機体は少なく、下部に小翼を追加するか下部翼を小型化する設計が主流である。例としてシーラス Vision SF50は機体上面に大きい、機体下面後部に小さい尾翼を配置する『上下非対称のX』もしくは『小型の下面尾翼を追加したV』である。また、MQ-9 リーパーは『上向きのV字』に下向きの小型垂直尾翼を1枚組み合わせた『Y字尾翼』となっている。

### 箱形
双胴機ではなくとも何らかの理由で二つの尾翼が繋がったり、箱形とした設計の機体も存在する。
アンリ・ファルマンがファルマン IIIより前に設計したファルマンIは、箱形尾翼の中央に方向舵を備えていた。
ユンカース G.38は単胴機であるが、2枚の水平尾翼と3枚の垂直尾翼で構成された箱形の尾翼を備えていた。このうち中央の垂直尾翼は固定式となっている。
エジレイ オプティカは機体後部にダクテッドファンを備えているため、主翼下部から後方にブームを伸ばし、2枚の垂直尾翼の上部のみを水平尾翼で繋いだ尾翼が採用されている。

### 先尾翼形式
エンテ型では垂直尾翼が主翼に設けられる場合がある。

## 尾翼のない翼構成
無尾翼機
空気抵抗やレーダー断面積を減らすために水平尾翼を廃したもの。無尾翼機では垂直尾翼が主翼後端付近に設けられる場合がある。さらに進めて垂直尾翼を廃した例もみられる。ハンググライダーやパラグライダー等の様に折りたたみ時等の収容性・陸上運搬性の為、尾翼不要な形状を選択した物もある。
全翼機
機体そのものを主翼のみで構成したもの。
タンデム翼機
主翼を2枚以上、機体の前後に備えた形態で、水平尾翼を廃する事が多い。
ヘリコプター
安定性を高めるために尾翼を備える機体が多いが、原理的に不要であるため軽量化を優先し備えない機体もある。